# Тосток
Тосто́к (рос. Тосток) — селище у складі Солтонського району Алтайського краю, Росія. Входить до складу Сузопської сільської ради.

## Населення
Населення — 164 особи (2010; 243 у 2002).
Національний склад (станом на 2002 рік):
- росіяни — 85 %